# На схилі
«На схилі» — радянський художній фільм 1976 року, знятий режисером Юсуфом Азізбаєвим на кіностудії «Таджикфільм».

## Сюжет
Про будівництво ЛЕП-500 у горах Таджикистану. Інженером Ольгою Богуславською вноситься пропозиція, спрямована на економію будівельних матеріалів та скорочення термінів будівництва. Її пропозиція підтримується, але потім начальник дільниці Махкамов, боячись можливої відповідальності, змінює свою позицію.

## У ролях
- Роман Хомятов — Нечаєв
- Лариса Єрьоміна — Ольга Костянтинівна Богуславська
- Михайло Чигарьов — Петро Бавкін
- Марат Аріпов — роль другого плану
- Хабібулло Абдуразаков — роль другого плану
- Людмила Стоянова — роль другого плану
- Таджиніссо Саїдова — подруга Маляри

## Знімальна група
- Режисер — Юсуф Азізбаєв
- Оператор — Віктор Мірзаянц